# بورتريه فنان (مسبح مع شخصيتين)
بورتريه فنان (بالإنجليزية: (Portrait of an Artist (Pool with Two Figures)‏ لوحة فنية كبيرة رسمها الرسام البريطاني ديفيد هوكني، تصور شخصين أحدهما يسبح تحت الماء والآخر يقف مرتدياً ملابسه يشاهد السباح. تم رسم اللوحة في مايو 1972 وبيعت في نوفمبر 2018 بمبلغ 90.3 مليون دولار لتصبح اللوحة الأغلى لفنان لايزال على قيد الحياة.

## تاريخ البيع
كان الملياردير الأمريكي ديفيد جيفن يمتلك اللوحة ثم قام ببيعها للملياردير البريطاني جو لويس في عام 1995 بسعر غير معلوم.
في 15 نوفمبر 2018، وبعد 9 دقائق من العطاء، بيعت اللوحة بمبلغ 90.3 مليون دولار في دار كريستيز بنيويورك، لتصبح اللوحة الأغلى لفنان لا يزال على قيد الحياة.